# Елешница (Благоевградская область)
Елешница (болг. Елешница) — село в Благоевградской области Болгарии. Входит в состав общины Разлог. Находится примерно в 13 км к востоку от центра города Разлог и примерно в 46 км к востоку от центра города Благоевград. По данным переписи населения 2011 года, в селе  проживало 1424 человека.

## Население
| Год     | 1934 | 1946 | 1956 | 1965 | 1975 | 1985 | 1992 | 2001 | 2011 |
| ------- | ---- | ---- | ---- | ---- | ---- | ---- | ---- | ---- | ---- |
| Жителей | 2138 | 2449 | 2261 | 2480 | 2483 | 2164 | 1943 | 1606 | 1424 |

| Национальность  | Человек | Процент |
| --------------- | ------- | ------- |
| болгары         | 1356    | 98,33%  |
| цыгане          | 12      | 0,87%   |
| другие          | 8       | 0,58%   |
| не определились | 3       | 0,22%   |
| Всего ответов   | 1379    |         |

|  |